# Агафонкин и время
«Агафонкин и время» — фантастический роман Олега Радзинского, опубликованный в 2014 году издательством ACT Corpus. Роман описывает перемещения курьера Алексея Агафонкина во времени и отличается динамичным сюжетом, в котором в один клубок сплетены мифологические и исторические персонажи, действующие в разных исторических эпохах от времён Чингисхана до наших дней.

## Краткая характеристика
Главным действующим лицом книги является курьер, способный перемещаться по различным временным эпохам. Его задачей является Выемка/Доставка Объектов, переданных загадочным В. Интрига книги закручена вокруг детской игрушки юлы, в которой таятся безграничные и непредсказуемые возможности изменить ход событий.
В книге три части − «Линия событий», «Театр теней» и «Юла» − и два повествователя. Один более или менее последовательно описывает события жизни Алексея Агафонкина, второй − поэт Иннокентий Олоницын, по национальности якут-монгол − рассказывает о невероятных событиях собственной жизни, начавшейся в 1990-х годах на военном аэродроме в степях Монголии, и через две промежуточных остановки — якутскую колонию прокажённых и Москву − окончившуюся в роли Чингисхана в XIII веке.
Дополнительный интерес книге придаёт введение двух квазиреальных персонажей Владимира Путина и Владислава Суркова. По их поводу в разделе «От автора» Олег Радзинский делает специальную оговорку, что, в отличие от остальных героев, эти двое являются вымышленными характерами и «любое совпадение с настоящими людьми, носящими те же имена, — случайно и непреднамеренно.»
Книга полна прямых аллюзий на Булгакова, братьев Стругацких, Леонида Юзефовича и Виктора Пелевина. В частности пара мифологических персонажей Гог и Магог действуют в стилистике знаменитых булгаковских персонажей из свиты Воланда, а многочисленные зарисовки монгольской жизни выполнены «под Юзефовича».
Роман «Агафонкин и Время» вошёл в короткий список Премии Стругацких и Интерпресскона (2015) и выиграл литературную премию «Новые Горизонты» (2015). Роман был также включен в лонг-лист премии «Русский Букер» (2015).